# Lubar
Lubar (ukr. Любар) – osiedle typu miejskiego na Ukrainie położone w obwodzie żytomierskim, nad rzeką Słuczą, stolica rejonu lubarskiego.

## Historia
Miejscowość założona między 1340-1382 przez księcia Lubarta, który miał tu warowny zamek. Zamek ten przetrwał wojny kozackie w XVII w. i napad w 1651. Lubar nadany został w ramach zasług książętom Lubomirskim, a zwłaszcza dla Jerzego Sebastiana Lubomirskiego.
Miejscowość znana przede wszystkim z bitwy, która odbyła się tutaj 14–27 września 1660 podczas wojny polsko-rosyjskiej 1654–1667. Wojskiem polskim w sile 45 000 żołnierzy (w tym ok. 30 000 Polaków i ok. 15 000 Tatarów) dowodził Stanisław Rewera Potocki i Jerzy Sebastian Lubomirski, a Rosjanami i Kozakami (ok. 50 000 ludzi), Wasyl Szeremietiew. 3 listopada 1660 w tej miejscowości siły rosyjskie skapitulowały.
W XVII w. Lubomirscy mieli tu swój dwór i wojsko. Jerzy Marcin Lubomirski (1738–1811) otrzymał od ojca Antoniego Benedykta m.in. Lubar.
Jerzy Marcin Lubomirski – konfederat barski, generał wojsk koronnych (1773), szef 11 Regimentu Pieszego Grenadierów, który pozostawił „Pamiętniki” (1867), m.in. o miejscowości Lubar, datował w tej miejscowości akty założycielskie, np. w sprawie szpitala w Janowcu. Potem przeszedł Lubar do Walewskich, a przed I wojną światową do Karwickich Dunin – herbu Łabędź, hr. Wodzickiej, hr. Ponińskiej h. Łodzia i do Luberów.
W czasie wojny polsko rosyjskiej w 1792 szykowano tu umocnienia i próbowano przygotować się do walki obronnej przeciw Rosji. Gdy w pobliżu miejscowości Lubar, ks. Józef Poniatowski próbował ze swoją małą armią stawić czoła najeźdźcy, mimo najlepszych chęci wodza, oraz dzielnej postawy wojska, kampania zamieniła się w jeden wielki odwrót, połączony jednak z wieloma bojami opóźniającymi postęp Rosjan. Początkowo wycofywano się na pobliski Lubar i Połonne, gdzie planowano stoczyć bitwę w oparciu o zgromadzone zapasy i umocnienia. Doszło do starć pod Ostropolem i Sieniawką. Pod Lubarem, wojsko wydostało się w okrążenia, dzięki zręcznym manewrom Tadeusza Kościuszki, a 15 czerwca 1792 r., gdy książę Józef Poniatowski wyruszając spod Lubaru, do Połonnego, wysłał tabor z żywnością boczną drogą na Boruszkowce, doszło do potyczki pod Boruszkowcami.
M.in. toczyły się też tu walki w 1919 i w 1920 r.
Do 1883 mieściły się tu słynne szkoły klasztorne, przerobione przez Rosjan na klasztor prawosławny.
Podczas okupacji hitlerowskiej, w lipcu 1941 roku Niemcy utworzyli getto dla żydowskich mieszkańców. Przebywało w nim około 1700 osób. W październiku 1941 roku Niemcy zlikwidowali getto, a Żydów zamordowali 4 kilometry za miastem. Sprawcami zbrodni byli policjanci z niemieckiego 45 rezerwowego batalionu policji oraz ukraińska policja.

## Zabytki

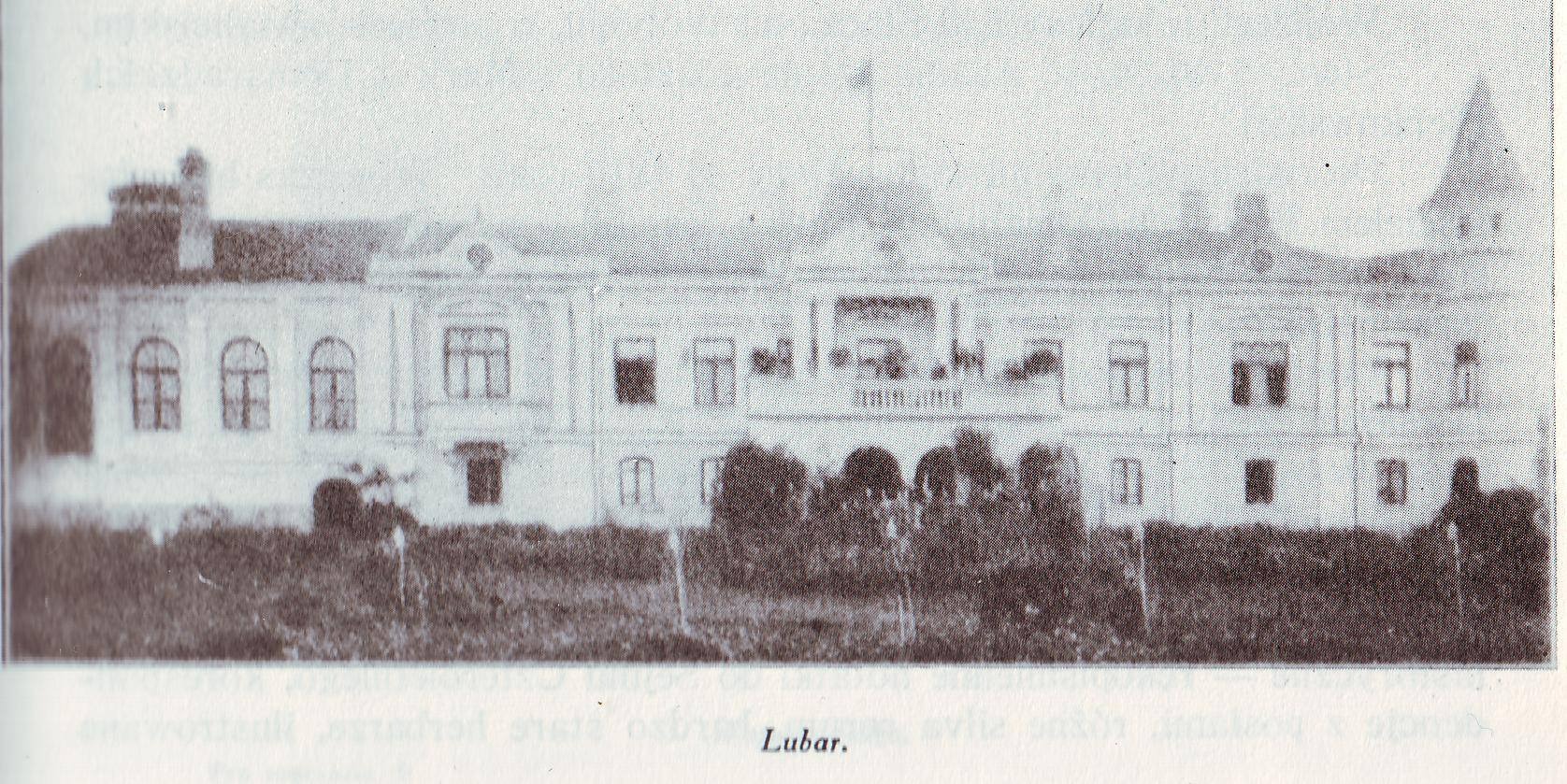
Lubar

- kościół oo. dominikanów św. Michała i Jana Nepomucena wraz z klasztorem – fundowany był przez Stanisława Lubomirskiego w 1630 i zniszczony w czasie wojen kozackich. Odbudowany przez Franciszka Ferdynanda Lubomirskiego w latach 1752–1765[3], konsekrowany przez biskupa kijowskiego J.A. Załuskiego herbu Junosza (1702–1774), w 1765 roku. W przyklasztornych budynkach mieściła się galeria obrazów przedstawiających; biskupów i papieży.
- piętrowy pałac Wodzickich, wybudowany w XIX w. w stylu włoskim, kryty dachem dwuspadowym, z portykiem kolumnowym tworzącym arkady, podtrzymującym balkon z balustradą na piętrze oraz loggiami. Po prawej stronie dwupiętrowa okrągła wieża zwieńczona dachem stożkowym. Przedstawiany na obrazach z l. 1862–1876. Zniszczony w 1918 r.[4]